# Christian Gottlieb Martz
Christian Gottlieb Martz (* 1. Dezember 1775 in Strümpfelbach; † 27. September 1843 in Herrenberg) war ein württembergischer Verwaltungsbeamter.

## Leben
Martz war der Sohn des Försters Johann Friedrich Mar(t)z und seine Frau Anna Maria, geb. Manschreck. Er amtierte 1807 bis 1818 als Stadt- und Amtsschreiber in Rottenburg am Neckar. 1819 wurde er Oberamtmann des Oberamts Freudenstadt, 1826 Oberamtmann des Oberamts Hall und 1836 Oberamtmann des Oberamts Herrenberg. 1841 trat er in den Ruhestand.